# Birgden III
Birgden III ist ein Ortsteil im Stadtbezirk Lüttringhausen im Norden der bergischen Großstadt Remscheid in Nordrhein-Westfalen, Deutschland. Die römische Ordnungsziffer „III“ dient zur Unterscheidung zwischen zwei weiteren Ortslagen (siehe Birgden I und Birgden II) innerhalb der Stadt Remscheid.

## Lage und Beschreibung

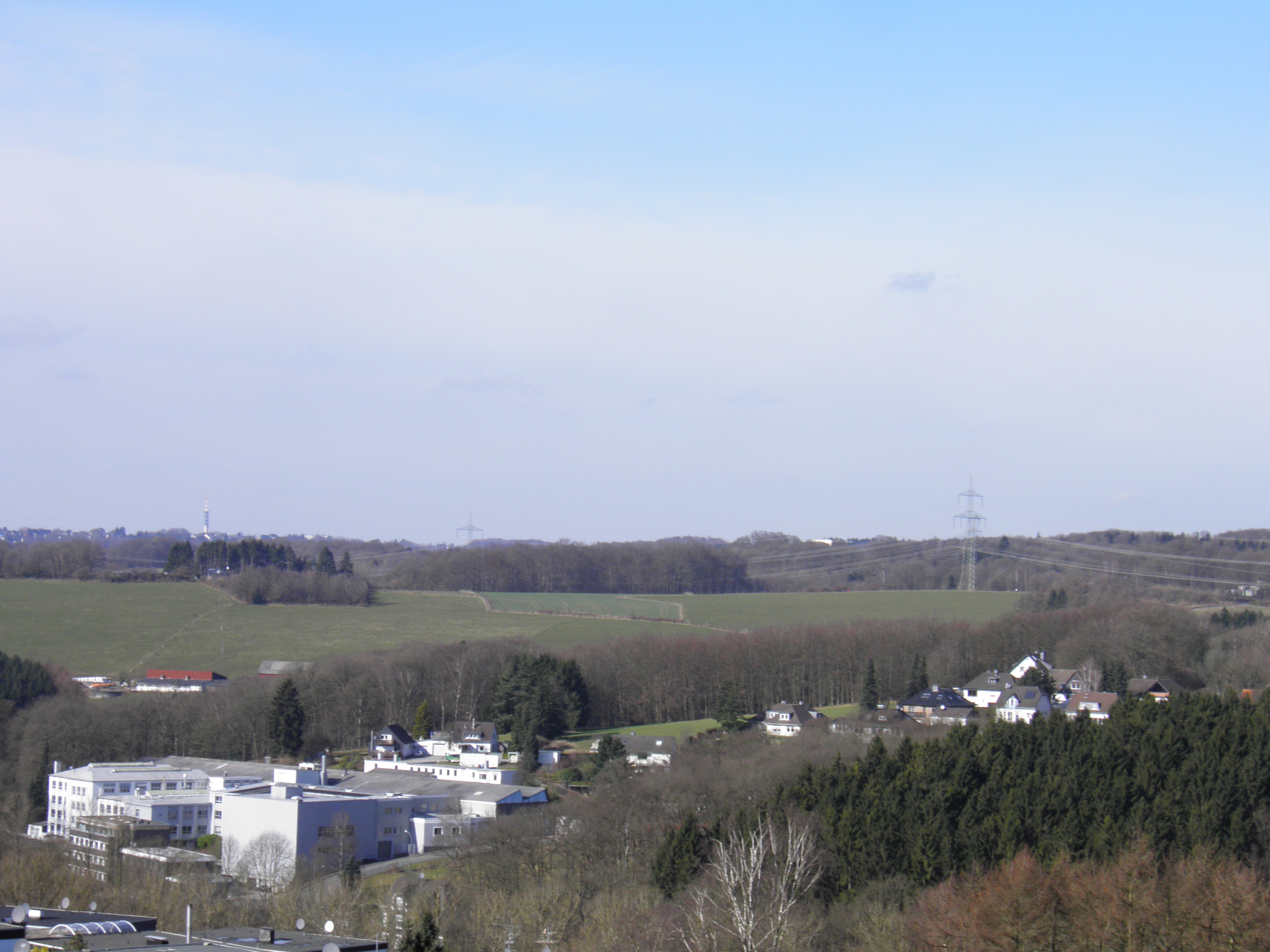
Birgden III in Lüttringhausen

Die Siedlung erstreckt sich vom Tal des Leyerbachs in nördliche Richtung den Bergrücken hinauf und befindet sich auf einer Höhe zwischen etwa 209 und 250 Metern über Normalnull. Benachbarte Ortschaften sind Halbach und Farrenbracken. Sie besitzt etwa 65 Einwohner in rund 27 Wohnhäusern. Das Haus Birgdener Berg Nr. 12 steht unter Denkmalschutz.
Im Tal verläuft die Landesstraße 157 und bis zu ihrer Einstellung am 30. August 1959 auch die am 21. August 1891 eröffnete Strecke der Ronsdorf-Müngstener Eisenbahn.
Bahnstationen befanden sich in Stollen und Clarenbach. Heute verkehrt hier eine überörtliche Buslinie (670) zwischen Remscheid und Ronsdorf. Birgden III ist zwar in ländlicher Umgebung gelegen, aber die Landwirtschaft spielt mittlerweile keine Rolle mehr. Im Tal gab es schon seit Jahrhunderten metallverarbeitende Betriebe (unter anderem Wasserhämmer) und Kotten. Heute befindet sich hier eine Reihe von kleineren Unternehmen. 1937 gründeten Max und Ernst Heynen hier die Werkzeugfabrik HEYCO, deren Stammwerk nach wie vor hier seinen Sitz hat.

## Geschichte
Urkundlich erwähnt wurde die Hofschaft erstmals im Jahre 1369. Sie hieß damals „Birckten“. 1815/16 lebten 74 Einwohner im Ort. 1832 war Birgden Teil der Honschaft Hohenhagen, die der Bürgermeisterei Lüttringhausen angehörte. Der laut der Statistik und Topographie des Regierungsbezirks Düsseldorf als Weiler bezeichnete Ort besaß zu dieser Zeit sieben Wohnhäuser und vier landwirtschaftliche Gebäude. Zu dieser Zeit lebten 75 Einwohner im Ort, 71 evangelischen und vier katholischen Glaubens. Im Gemeindelexikon für die Provinz Rheinland von 1888 werden zehn Wohnhäuser mit 88 Einwohnern angegeben.
Im Tal des Leyerbachs unterhalb der Hofschaft stand nach Recherchen von Günter Schmidt oberhalb der Clarenbacher Hämmer und Kotten der „Birgder Hammer“.  Die Schreibweise änderte sich im Laufe der Jahre, und so liest man 1439 Byrckden, 1452 Berchde, 1454 Berckden, 1469 Birckde, 1582 Birgkde, Birgte, 1622 Birckden und 1639 Bierden. Der Birgder Hammer unterhalb Birgden am Leyerbach ist 1684 erbaut worden und hatte im Laufe der Zeit verschiedenste Namen: Clarenbacher Hammer (1807), Altenas Hammer, Schneiders Hammer, 1. Goldenbergs Hammer, zuletzt Birgder Hammer.
Ab 1841 lautete der Name „Goldenbergshammer“. Nach dem letzten Besitzer wurde der bald nach der Jahrhundertwende vernachlässigte Wasserhammer „Schneidershammer“ genannt. Schon damals, zumindest von den Nachfolgern Schneiders, wurden im Hammer Werkzeuge gefertigt und bis nach dem Ersten Weltkrieg Werkzeuge geschliffen. Dann verfiel der Hammer. Der Teich war bis in die 1950er Jahre ein Fischteich. Ältere Karten verzeichnen noch den Teich, jüngere nur noch die Teichdämme. Der Fußweg nach Birgden III ist in den alten Karten als Fahrweg, der heute bewaldete Talgrund als sumpfige Wiese zu erkennen.

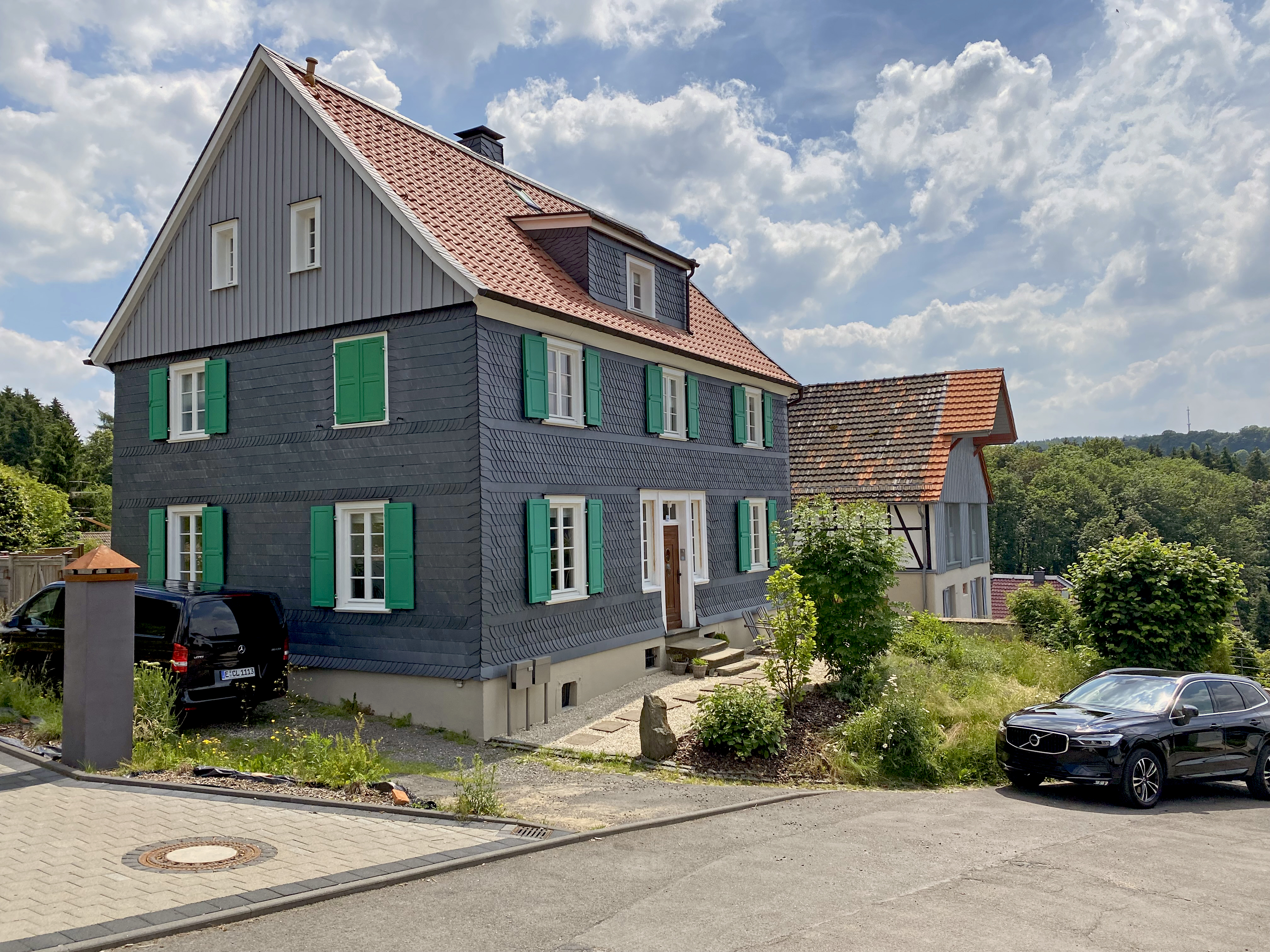
Baudenkmal Birgdener Berg 12
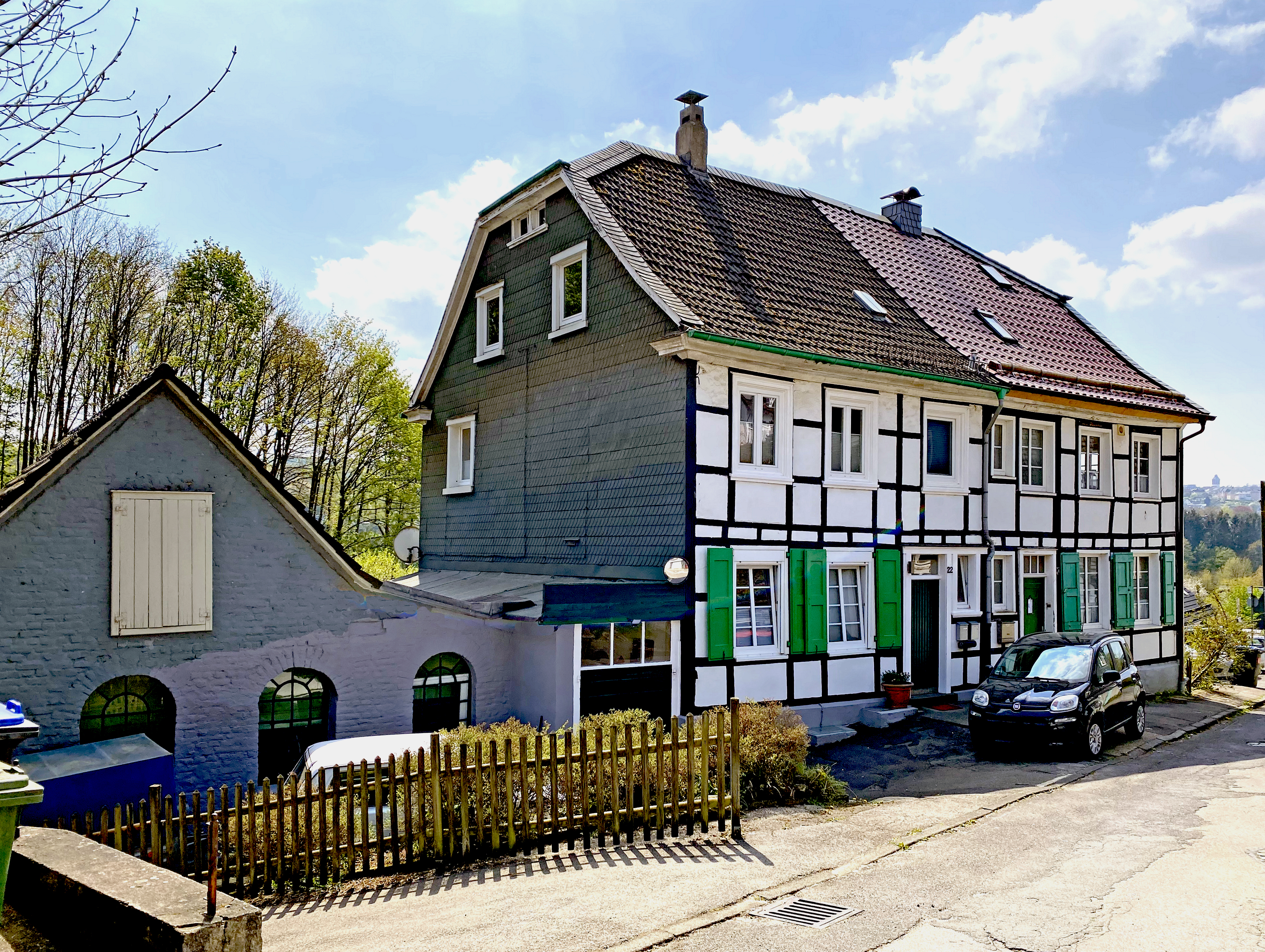
Fachwerk-Doppelhaus Birgden III 20/22
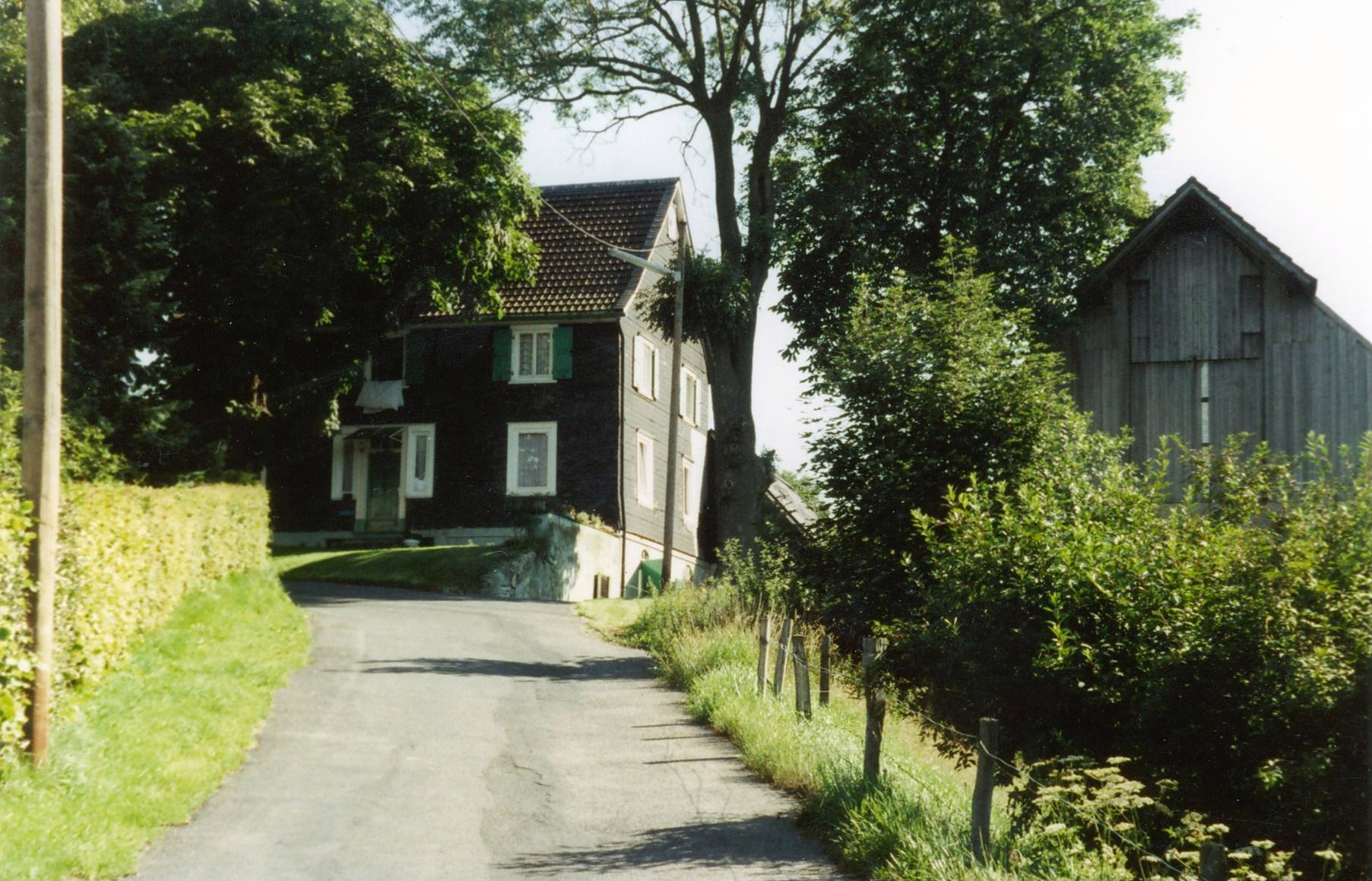
Birgdener Berg, Bauernhof
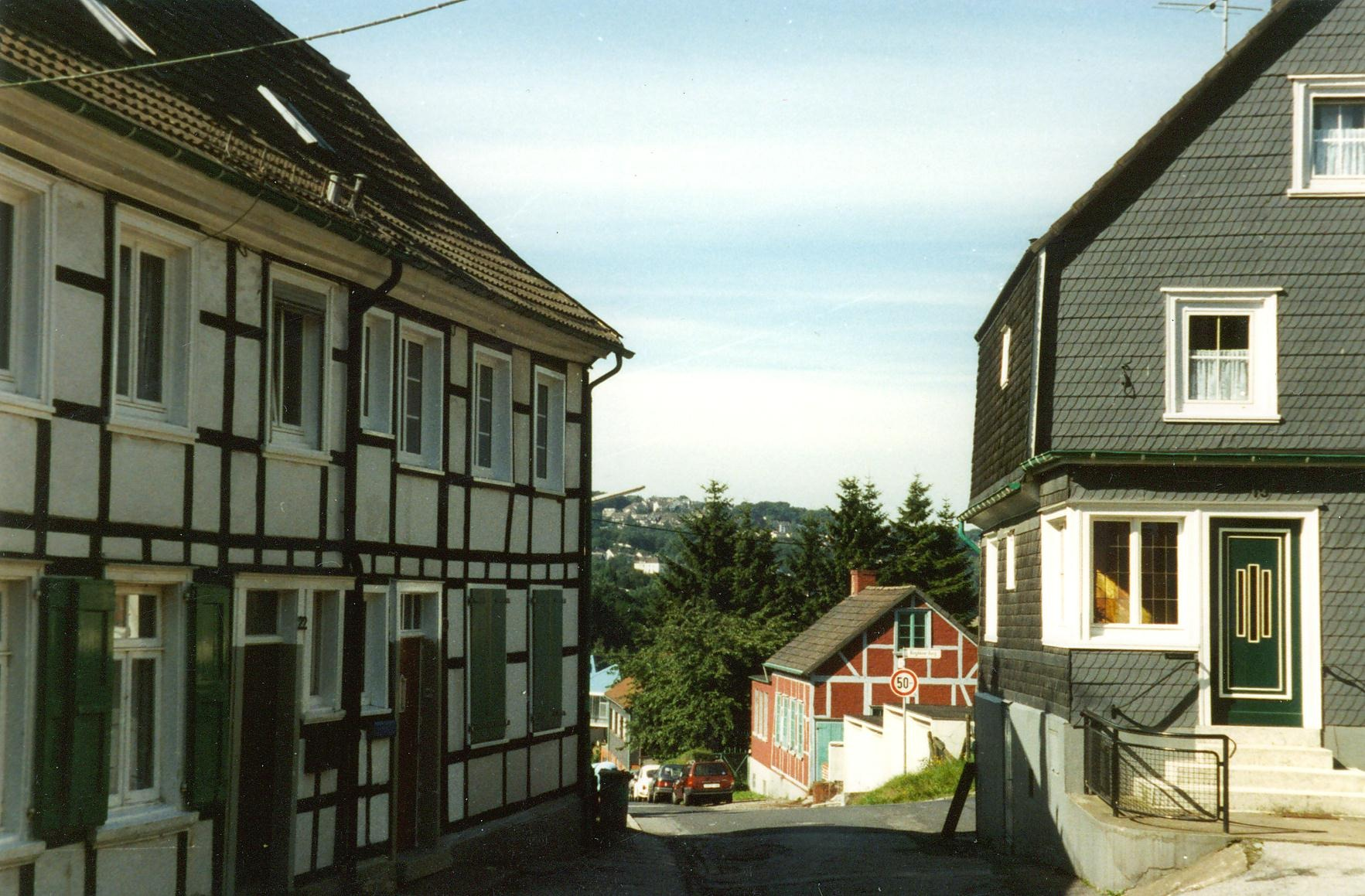
Hofschaft Birgden III